# Birdo
Birdo, conocida en japonés como Catherine (キャサリン Kyasarin?, /kʲa.sa.ɾiɴ/), es un personaje ficticio que aparece en la serie de videojuegos de Super Mario, haciendo su primera aparición en Yume Kōjō: Doki Doki Panic, videojuego adaptado a la audiencia de habla inglesa como Super Mario Bros. 2. Birdo se ha convertido en un personaje recurrente en títulos de la serie Mario Party.[cita requerida]

## Apariencia
Birdo es un ser antropomorfo de color rosado que manifiesta características similares a las de algunas especies de dinosaurio. Birdo tiene uñas y la capacidad de caminar en sus extremidades inferiores, además posee una estructura craneal que destaca por su hocico en forma tubular. Birdo tiene 3 espinas color rojo que recorren su espalda hasta la punta de su cola. 
Birdo es reconocida por utilizar un enorme lazo de color rojo sobre su cabeza, sombra de ojos color púrpura y un anillo de diamante.
A Birdo se le relaciona con la especie de Yoshi, pero a diferencia de los Yoshis, Birdo posee sus extremidades superiores más pequeñas y posee una estructura ósea que le permite caminar erguida. Birdo, de manera similar a Yoshi, puede crear y arrojar huevos explosivos con manchas color rosa en el cascarón. Tanto Yoshi como Birdo tienen la capacidad de producir huevos a voluntad sin necesidad de ningún tipo de proceso sexual; usualmente se le da a Birdo la capacidad de regurgitar huevos.[cita requerida]

## Apariciones

### Super Mario Bros. 2
La primera aparición de Birdo se remonta al año de 1988 en el videojuego Yume Kōjō: Doki Doki Panic, originalmente diseñado para el Famicom Disk System. El videojuego de manufactura japonesa fue adaptado al mercado de habla inglesa como una secuela falsa del juego Super Mario Bros., resultando Super Mario Bros. 2 para la plataforma Nintendo Entertainment System. Visualmente eran idénticos porque Super Mario Bros. 2 copiaba el mismo formato. En esa versión del juego se introdujeron varios elementos y personajes que ahora forman parte de las series de Super Marios Bros. como los Shy Guys, Bob-ombs y las Verduras.
En el juego Birdo aparece como una enemiga al final de cada nivel. Birdo es capaz de escupir huevos como proyectiles, en los cuales el jugador se puede subir para tomarlos y lanzarlos; los proyectiles que lanza Birdo deben serle arrojados para vencerla. Un remake del juego fue lanzado en el 2001, llamado Super Mario Advance para el Game Boy Advance. El concepto y el modo de juego es idéntico al de Super Mario Bros. 2. Aquí Birdo aparece como una robot llamada Robirdo.

### Wario's Woods
Birdo reaparece en el videojuego de lógica Wario's Woods, lanzado en 1994 para en Nintendo Entertainment System. En el juego Birdo no es un personaje seleccionable y únicamente aparece en una esquina superior de la pantalla. En el argumento del juego Birdo ayuda a Toad y a Wanda en su labor por cumplir el objetivo del rompecabezas, cuando el tiempo comienza a agotarse Wario la suplirá y comenzará a dificultar el juego.

### Super Mario RPG: Legend of the Seven Stars
Birdo hace una pequeña aparición como un enemigo en el juego Super Mario RPG: Legend of the Seven Stars para el Super Nintendo Entertainment System en 1996. En el juego Birdo es un jefe menor en el castillo de Nimbus Land usurpado por la reina Valentina, la cual aparece inicialmente como un huevo resguardado por un Shy Away. Los personajes seleccionados deben lanzar una serie de ataques para romper el huevo y que Birdo se muestre. Al eclosionar Birdo pedirá a Mario que juegue con ella, iniciando una batalla. Cuando la batalla se encuentre casi en un punto final, Birdo se rinde porque considera a los personajes seleccionados "demasiado lindos" para destruirlos.
Y en su remake también aparece Birdo.

### Serie Mario Tennis
Birdo hace su primera aparición, como personaje seleccionable y no como enemiga, en el juego de argumento deportivo Mario Tennis para el Nintendo 64 en el año 2000. En el juego se empató a Yoshi y a Birdo como una pareja de juego y una pareja amorosa, ya que se le asignó como novia de Yoshi y se le dio la voz de Jen Taylor.

### Mario Golf: Toadstool Tour
Birdo aparece como una personaje seleccionable en el juego para Nintendo GameCube Mario Golf: Toadstool Tour. En este juego se opta por ponerle una voz neutral similar a un graznido de Yoshi que sería utilizado en juegos posteriores.[cita requerida]

### Serie Mario Kart
Birdo reaparece como pareja automática de Yoshi en el juego para Nintendo GameCube: Mario Kart: Double Dash!!. Birdo también aparece en Mario Kart Wii como un personaje desbloqueable. Birdo también aparece en Mario Kart Tour como un personaje singular. A partir del 2023 Birdo aparecerá en Mario Kart 8 Deluxe como un personaje de (DLC).

### SerieMario Party
Birdo hace aparición en Mario Party 7, Mario Party 8 y Mario Party 9 como una personaje seleccionable. En Mario Party 7, Birdo y Dry Bones son personajes desbloqueables. En Mario Party 8, Birdo de nuevo aparece como personaje seleccionable y como pareja automática de Yoshi en Mario Party 8 y 9.
En estos tres juegos se establece el emblema de Birdo como un moño rojo, aludiendo al enorme moño rojo que lleva puesto y al símbolo de su raqueta en Mario Tennis.
Posteriormente, vuelve a aparecer como personaje seleccionable en Mario Party Superstars y en Super Mario Party Jamboree para la Nintendo Switch.

### Serie Mario Baseball
Birdo hizo aparición como un personaje seleccionable en los videojuegos de temática de béisbol: Mario Superstar Baseball y en Mario Super Sluggers.

### Otras apariciones
Birdo ha aparecido en gran cantidad de juegos diseñados por Nintendo, entre ellos se pueden enumerar: Mario & Luigi: Superstar Saga y Mario & Luigi: Brothership como un personaje efímero de apoyo, en las serie de Super Smash Bros. como un trofeo, en Itadaki Street DS, Mario Hoops 3-on-3 en Mario Smash Football, en la saga de Mario Strikers aparecen varias Birdos como personajes jugables, en la serie de Mario & Sonic en Mario & Sonic at the Olympic Games  en Mario & Sonic at the Olympic Winter Games, Mario & Sonic at the London 2012 Olympic Games, en Captain Rainbow, en el juego Fortune Street y en la saga de Paper Mario a partir de Sticker Star.
También hizo varias apariciones en la serie televisiva The Super Mario Bros. Super Show!, serie en la que además se pudieron apreciar otros seres similares a Birdo.[cita requerida]

## Género
Existe una controversia popular que refiere a la identidad de género de Birdo. Ya que en América es considerada mujer y en Japón es una mujer que es transgénero, a pesar de que en los juegos de Nintendo (excepto en el Mario Tennis de Nintendo 64 y Super Mario Advance) se refieran con pronombres masculinos hacia ella. En el lanzamiento de Super Mario Bros. 2, en el manual, se estableció que Birdo se identificaba como una chica y que prefería ser llamada «Birdetta», lo que ubicó a Birdo como el primer personaje transgénero en videojuegos.  A pesar de esto, en las localizaciones americanas y británicas de Mario Tennis Aces y Super Mario Party se refieren a Birdo con pronombres masculinos, aunque en el resto de localizaciones o se usan pronombres femeninos o pronombres neutros.
El género se mantuvo indeterminado hasta el lanzamiento de Mario Tennis para la Nintendo 64 en el que se enfatizó completamente la feminidad de Birdo, al otorgarle la voz femenina de Jen Taylor (aparentemente para callar la ambigüedad sexual que la perseguía desde el lanzamiento de Super Mario Bros. 2). El escritor Lorenzo Fantoni sugiere que Nintendo no sabe qué hacer con Birdo y que los cambios en el personaje de Birdo se realizan para adaptarse a la moral actual. El escritor Sam Greer criticó la representación de Birdo, afirmando que su género se había convertido en un "chiste común" y era "objeto de muchas burlas y estereotipos", además de relacionarla con los Yoshis, provocando que se hicieran diferentes especulaciones en las que se aseguraba que Birdo era el nombre de una especie de criaturas similares.[cita requerida] Otra especulación sugiere que Birdo y Yoshi son especies sexualmente ambiguos, debido a que también existe confusión en el género de Yoshi, siendo aparentemente con la capacidad de una hembra de poner huevos.
Debido a que Nintendo no ha revelado su verdadera situación sexual, Birdo es vista como transgénero en Japón, mientras que en países de América y Europa como un personaje no transgénero. En respuesta se le puso a Birdo una voz neutral que no reflejaba ningún tipo de características humanas de ningún sexo. Durante la fecha de salida del juego de peleas Super Smash Bros Brawl, en América y Europa a Birdo se le consideró como de género indeterminado, pero la mayoría de los juegos en los que aparece se refieran a ella con pronombres femeninos. La controversia se parodia en el juego japonés Captain Rainbow, en el que Birdo tiene una voz femenina grave, resaltando la controversia de su condición sexual en el argumento del videojuego. En este juego, Birdo es encarcelada por usar el baño de señoritas, así que el deber del jugador es ir a la casa de Birdo y encontrar algo que pruebe que ella efectivamente es una mujer. Tras encontrar la prueba (la cual esta cubierta por un signo de interrogación ?) de que Birdo es hembra, ella es liberada y se une al jugador.